# Saison 2015 de l'équipe cycliste Madison Genesis
La saison 2015 de l'équipe cycliste Madison Genesis est la troisième de cette équipe.

## Préparation de la saison 2015

### Arrivées et départs
| Arrivées         | Équipe 2014           |
| ---------------- | --------------------- |
| Matt Cronshaw    | Giordana Racing       |
| Joe Evans        |                       |
| Martyn Irvine    | UnitedHealthcare      |
| James McLaughlin | Guidon chalettois     |
| Mark McNally     | An Post-ChainReaction |
| Tristan Robbins  |                       |
| Erick Rowsell    | NetApp-Endura         |

| Départs        | Équipe 2015 |
| -------------- | ----------- |
| Ian Bibby      | NFTO        |
| Scott Davies   |             |
| Peter Hawkins  |             |
| Alex Peters    | SEG Racing  |
| Chris Snook    |             |
| Andrew Tennant | Wiggins     |

## Coureurs et encadrement technique

### Effectif

Portraits
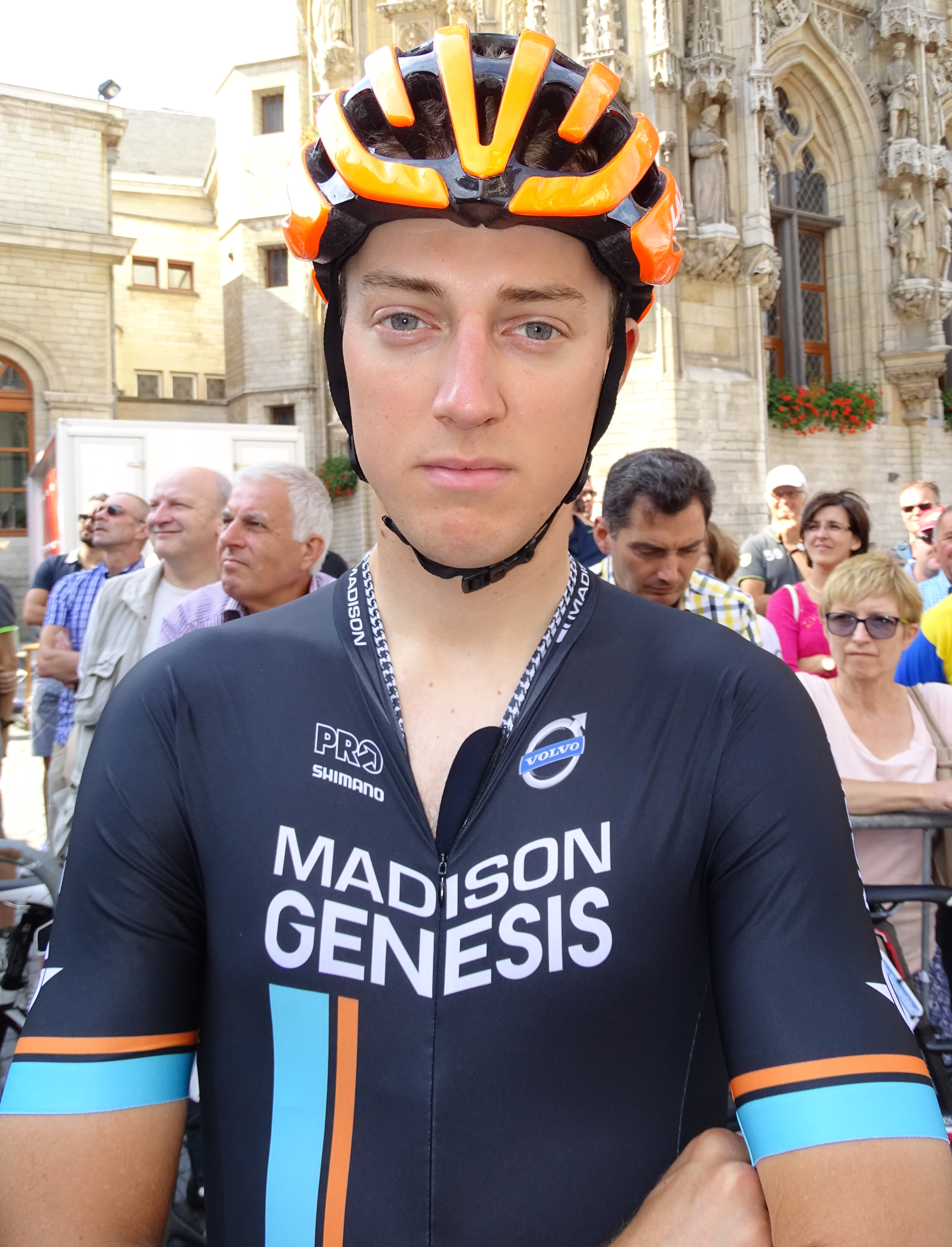
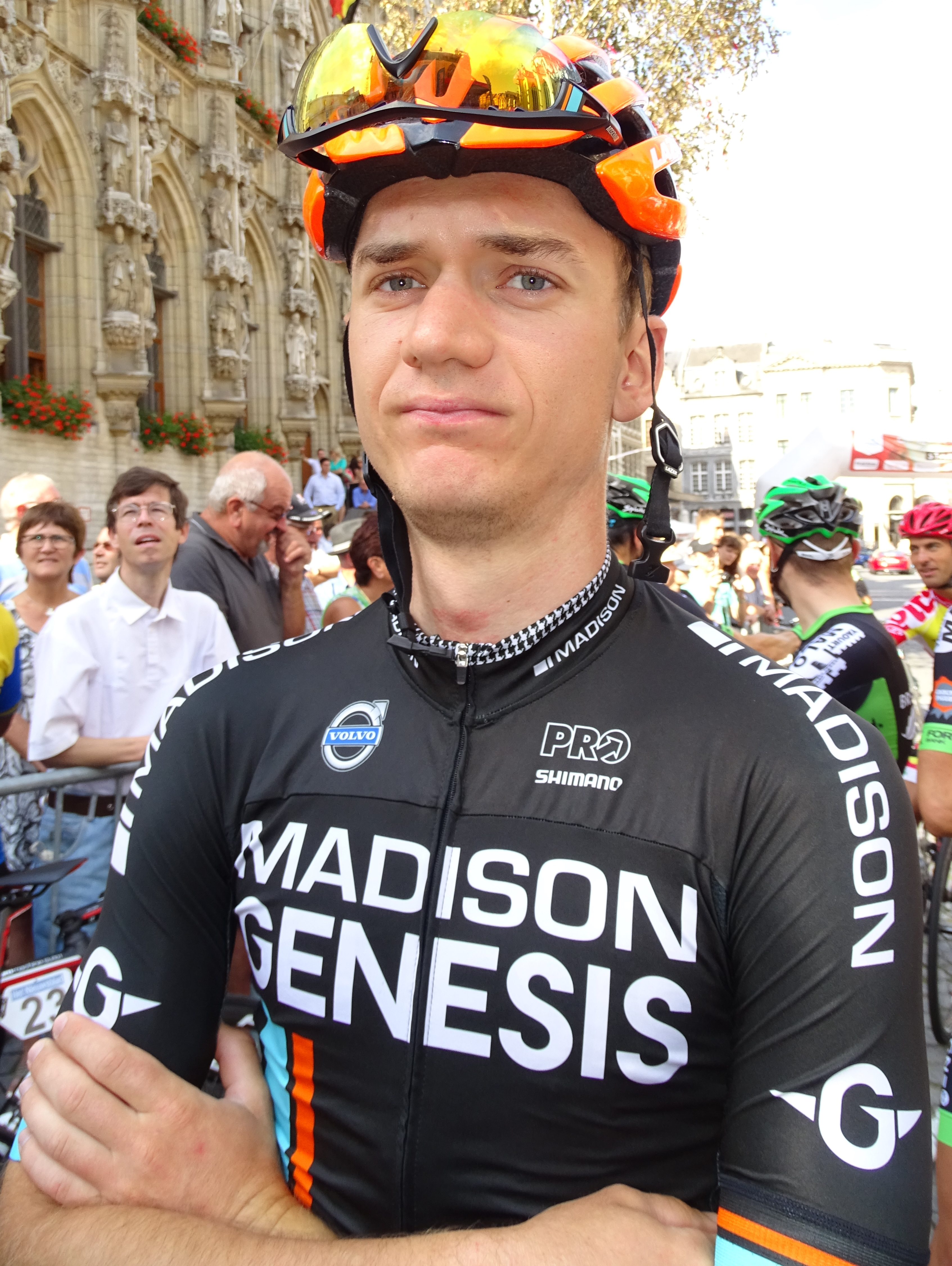
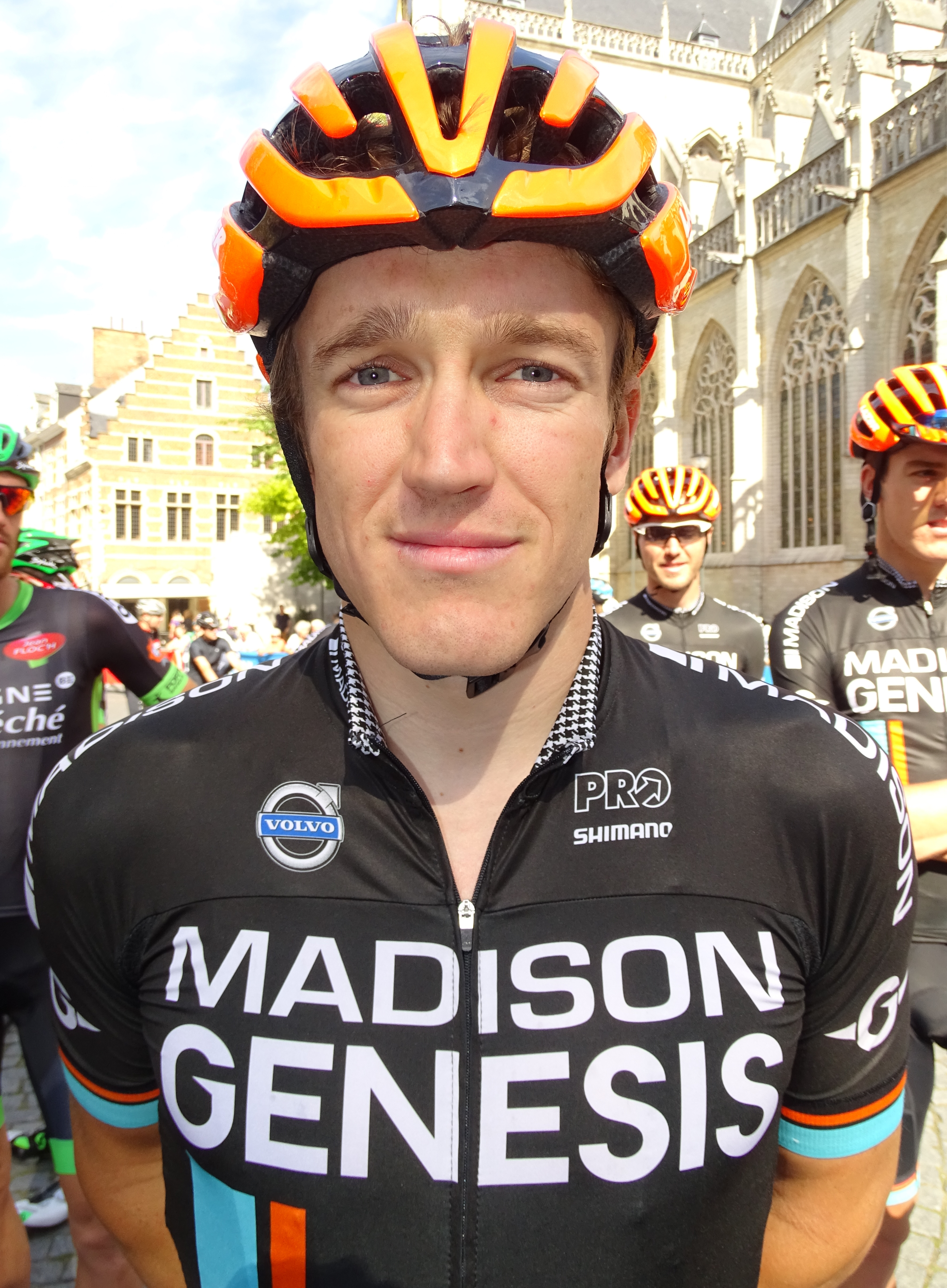
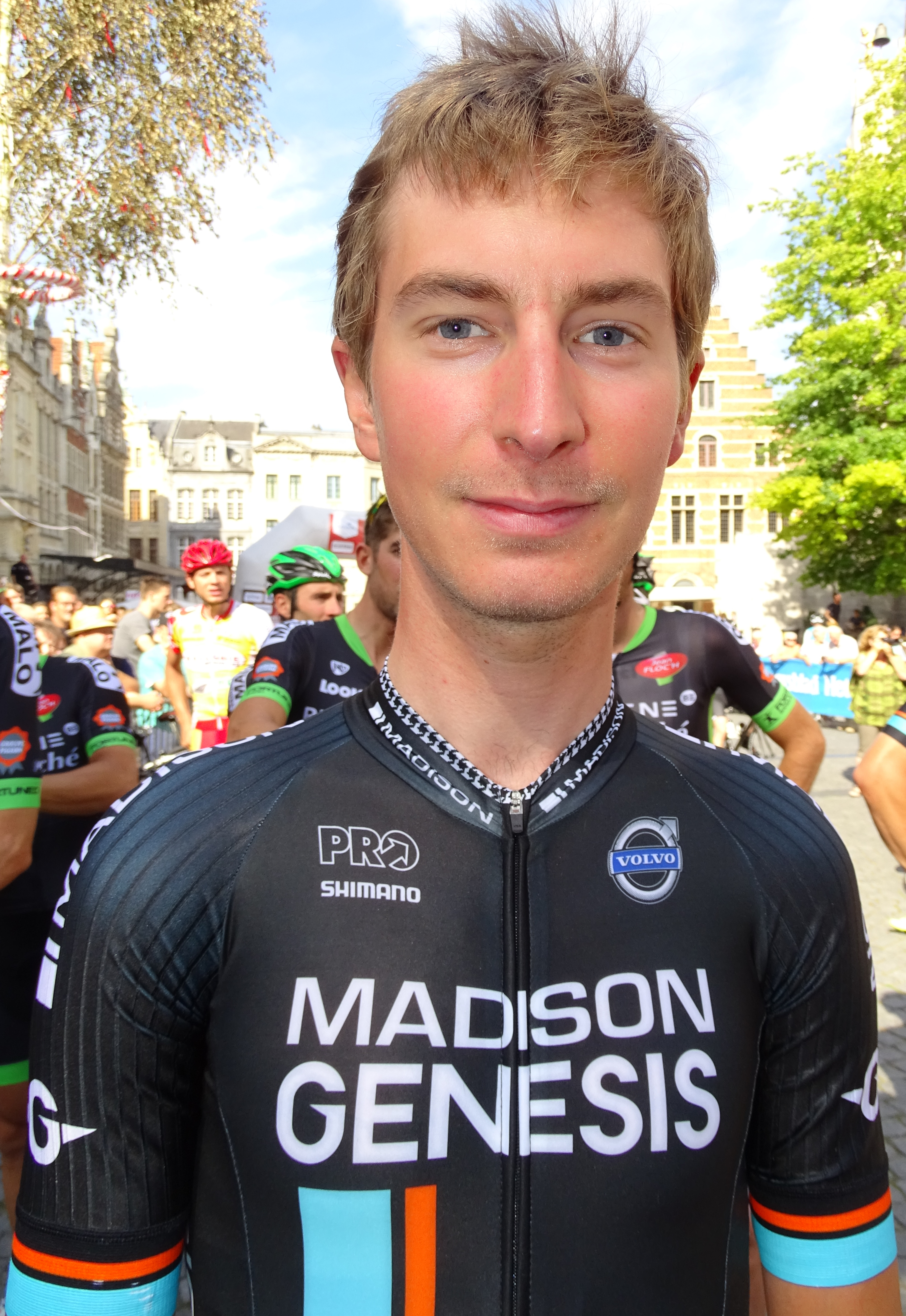
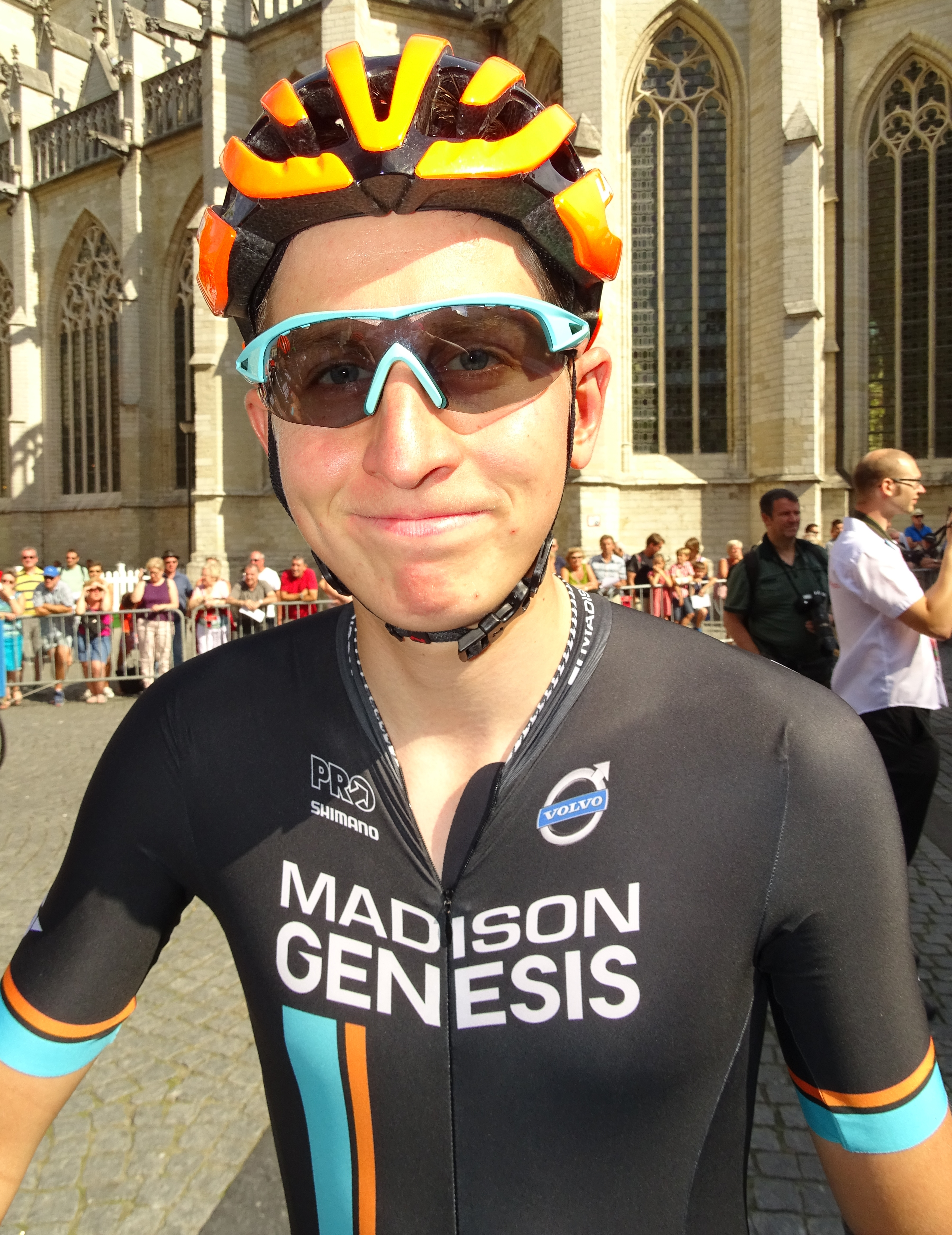
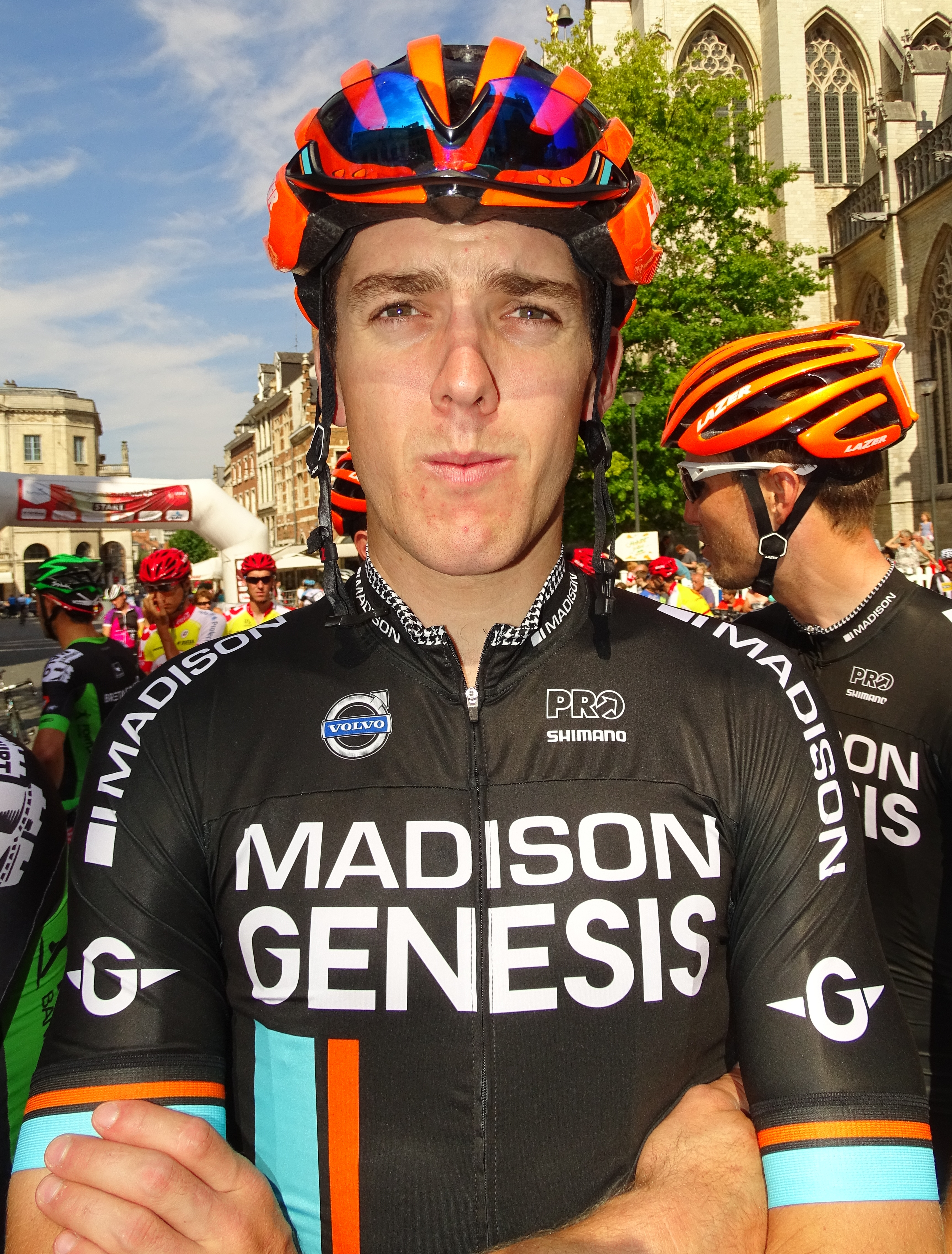
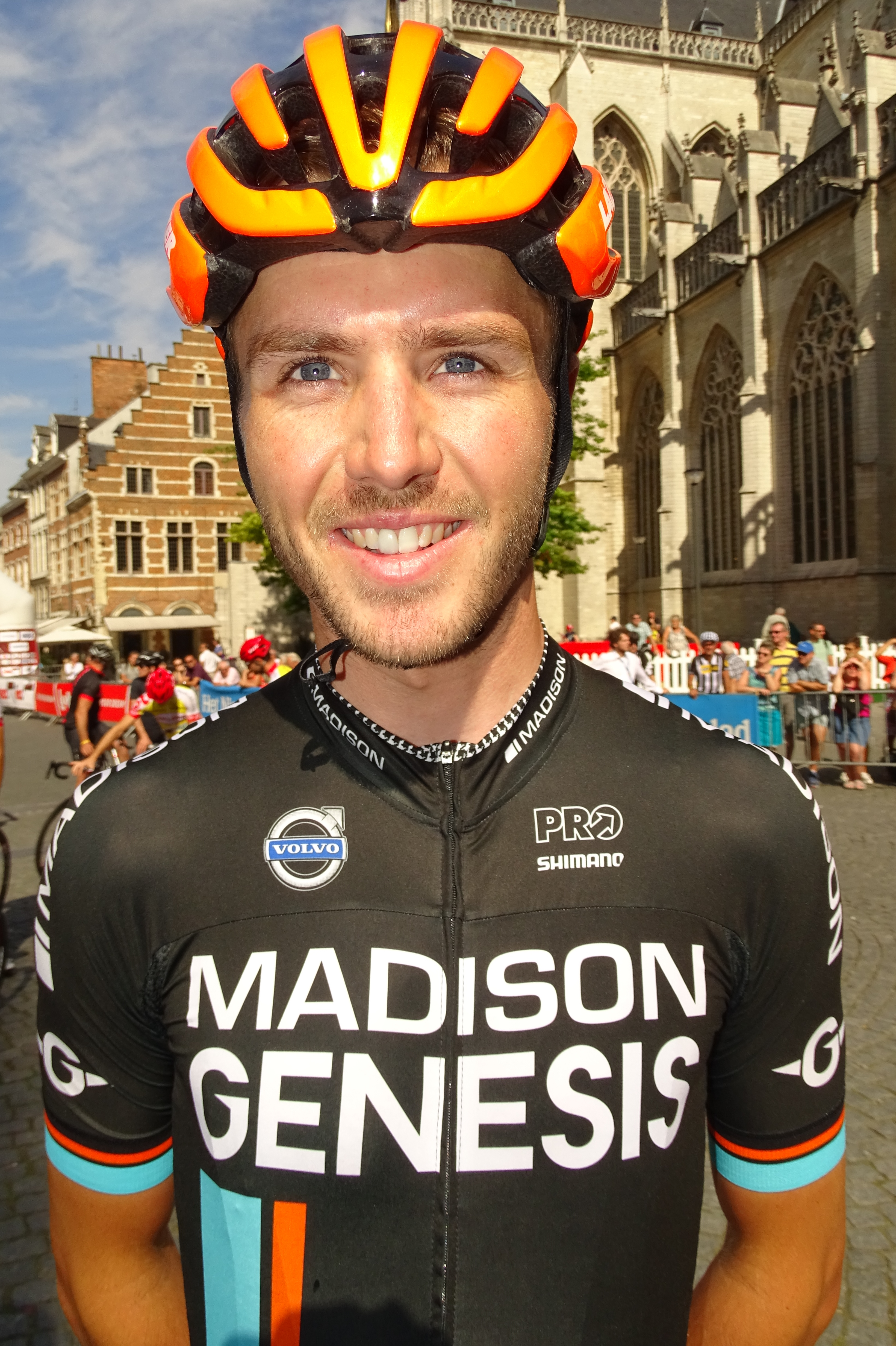
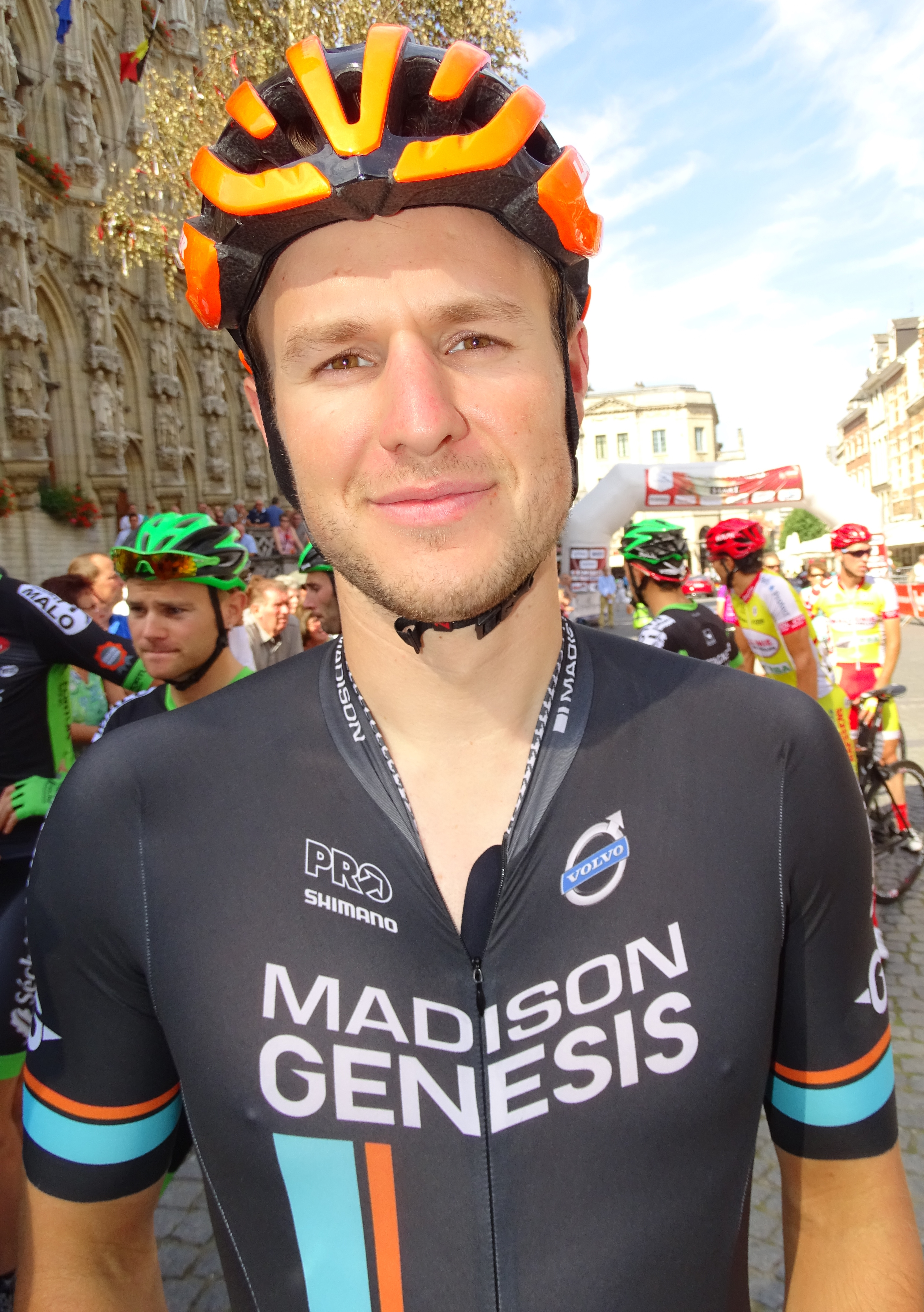

| Cycliste         | Date de naissance | Nationalité      | Équipe 2014           |  |
| ---------------- | ----------------- | ---------------- | --------------------- |  |
| Matt Cronshaw    | 30 décembre 1988  | Royaume-Uni      | Giordana Racing       |  |
| Joe Evans        | 2 décembre 1996   | Royaume-Uni      |                       |  |
| Matthew Holmes   | 8 décembre 1993   | Royaume-Uni      | Madison Genesis       |  |
| Liam Holohan     | 22 février 1988   | Royaume-Uni      | Madison Genesis       |  |
| Tobyn Horton     | 7 octobre 1986    | Royaume-Uni      | Madison Genesis       |  |
| Martyn Irvine    | 6 juin 1985       | Irlande          | UnitedHealthcare      |  |
| Dominic Jelfs    | 31 mars 1990      | Irlande          | Madison Genesis       |  |
| James McLaughlin | 2 octobre 1990    | Royaume-Uni      | Guidon chalettois     |  |
| Mark McNally     | 20 juillet 1989   | Royaume-Uni      | An Post-ChainReaction |  |
| Michael Northey  | 24 mars 1987      | Nouvelle-Zélande | Madison Genesis       |  |
| Tristan Robbins  | 26 mai 1996       | Royaume-Uni      | BH Solidor WAM Youth  |  |
| Erick Rowsell    | 29 juillet 1990   | Royaume-Uni      | NetApp-Endura         |  |
| Thomas Scully    | 14 janvier 1990   | Nouvelle-Zélande | Madison Genesis       |  |
| Thomas Stewart   | 9 janvier 1990    | Royaume-Uni      | Madison Genesis       |  |

- Portraits

## Bilan de la saison

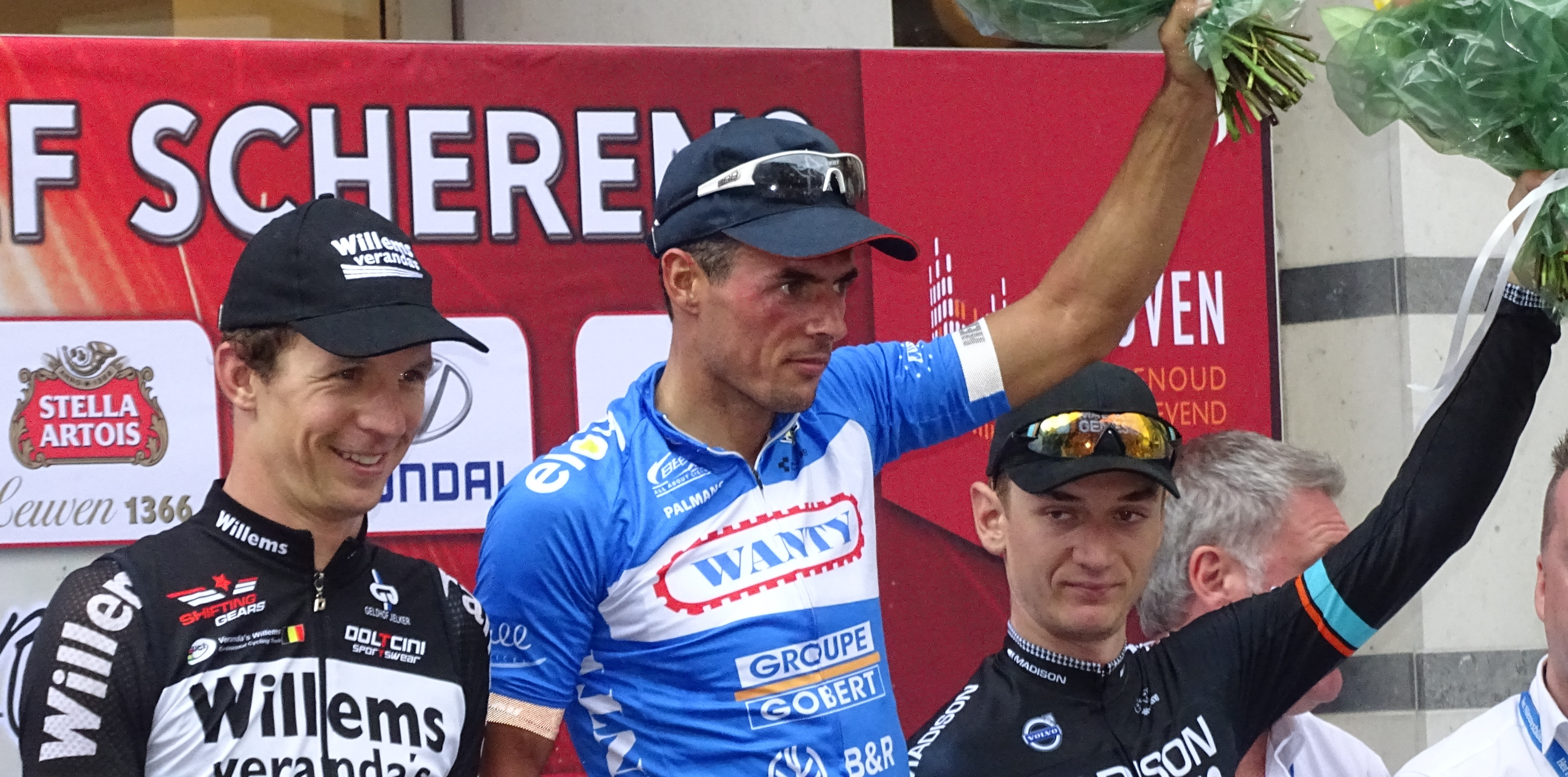
Podium de l'édition 2015 du Grand Prix Jef Scherens : Dimitri Claeys (2e), Björn Leukemans (1er) et Mark McNally (3e).

### Victoires
| Date | Course | Pays | Classe | Vainqueur |
| ---- | ------ | ---- | ------ | --------- |